# 箭齒前肛鰻
箭齒前肛鰻為輻鰭魚綱鰻鱺目通鰓鰻科的其中一種，發現於印度太平洋區，包括留尼旺、模里西斯、日本、夏威夷群島、法屬波里尼西亞等海域，為深海魚類，棲息深度100-329公尺，體長可達73公分，生活在大陸棚。